# Glyceria
Glyceria R.Br., 1810 è un genere di piante erbacee o arbustive della famiglia delle Poacee.

## Etimologia
Il nome del genere (Glyceria) deriva da una parola greca (glykeros o glukeroj) il cui significato è "dolce" e si riferisce alla dolcezza del grano della specie Glyceria fluitans.
Il nome scientifico del genere è stato definito dal botanico britannico Robert Brown (Montrose, 21 dicembre 1773 – Londra, 10 giugno 1858) nella pubblicazione "Prodromus Florae Novae Hollandiae et Insulae van-Diemen" (Prodr. Fl. Nov. Holland. 179. 1810) del 1810.

## Descrizione

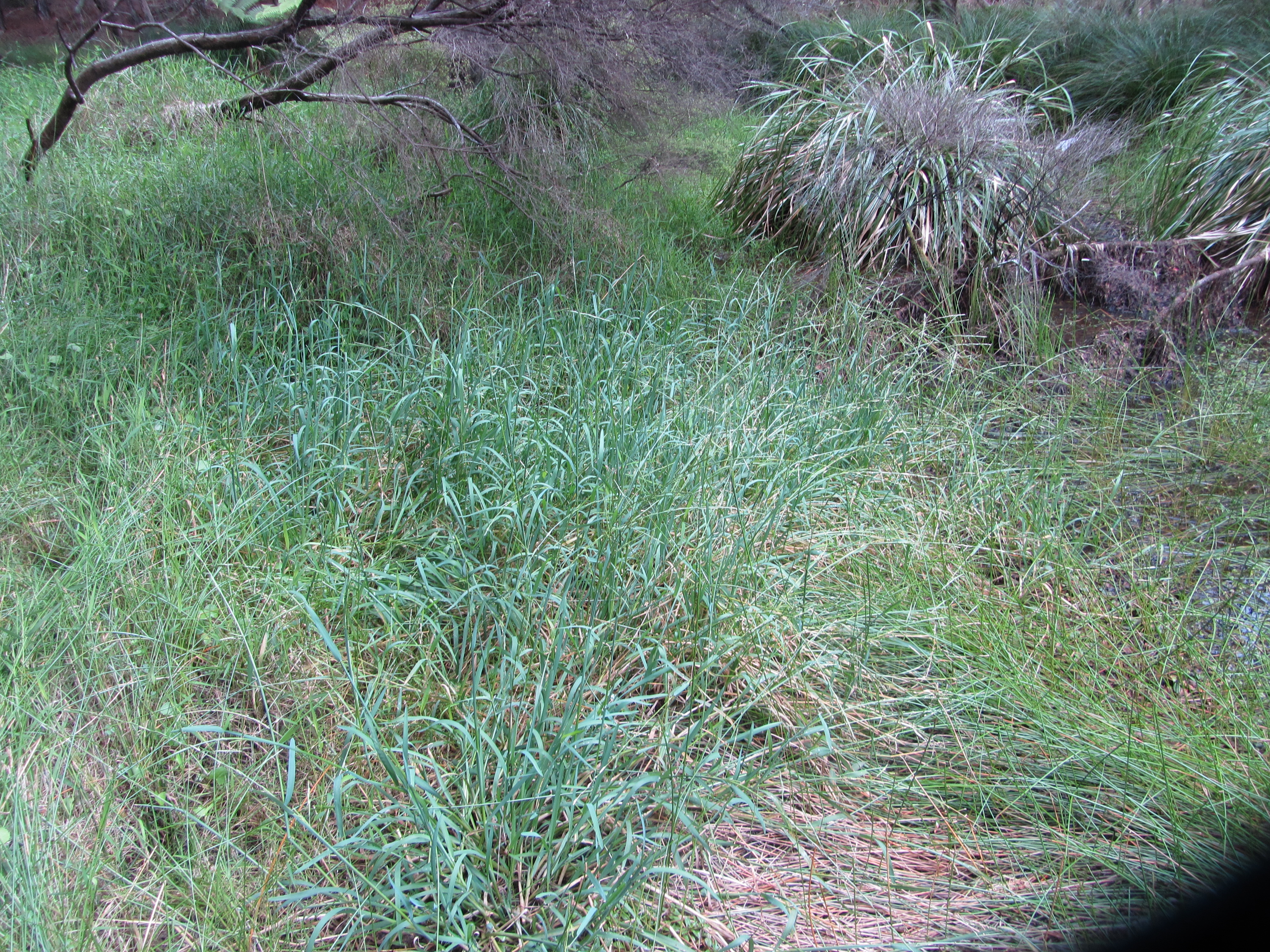
Il portamento
Glyceria declinata

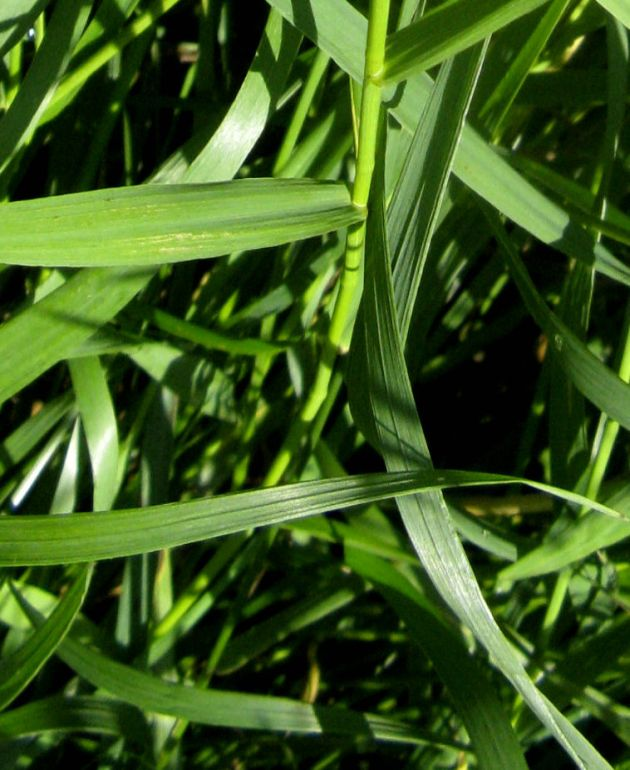
Le foglie
Glyceria notata

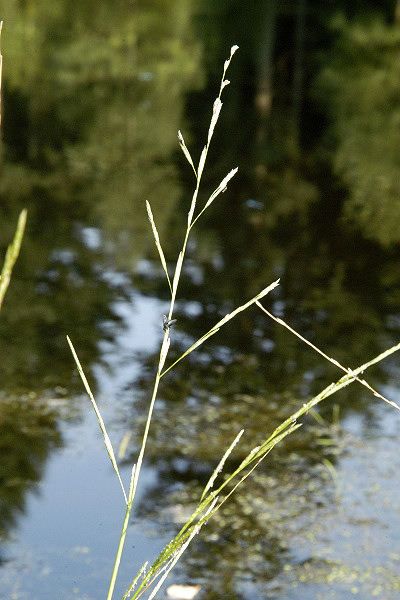
Infiorescenza
Glyceria fluitans

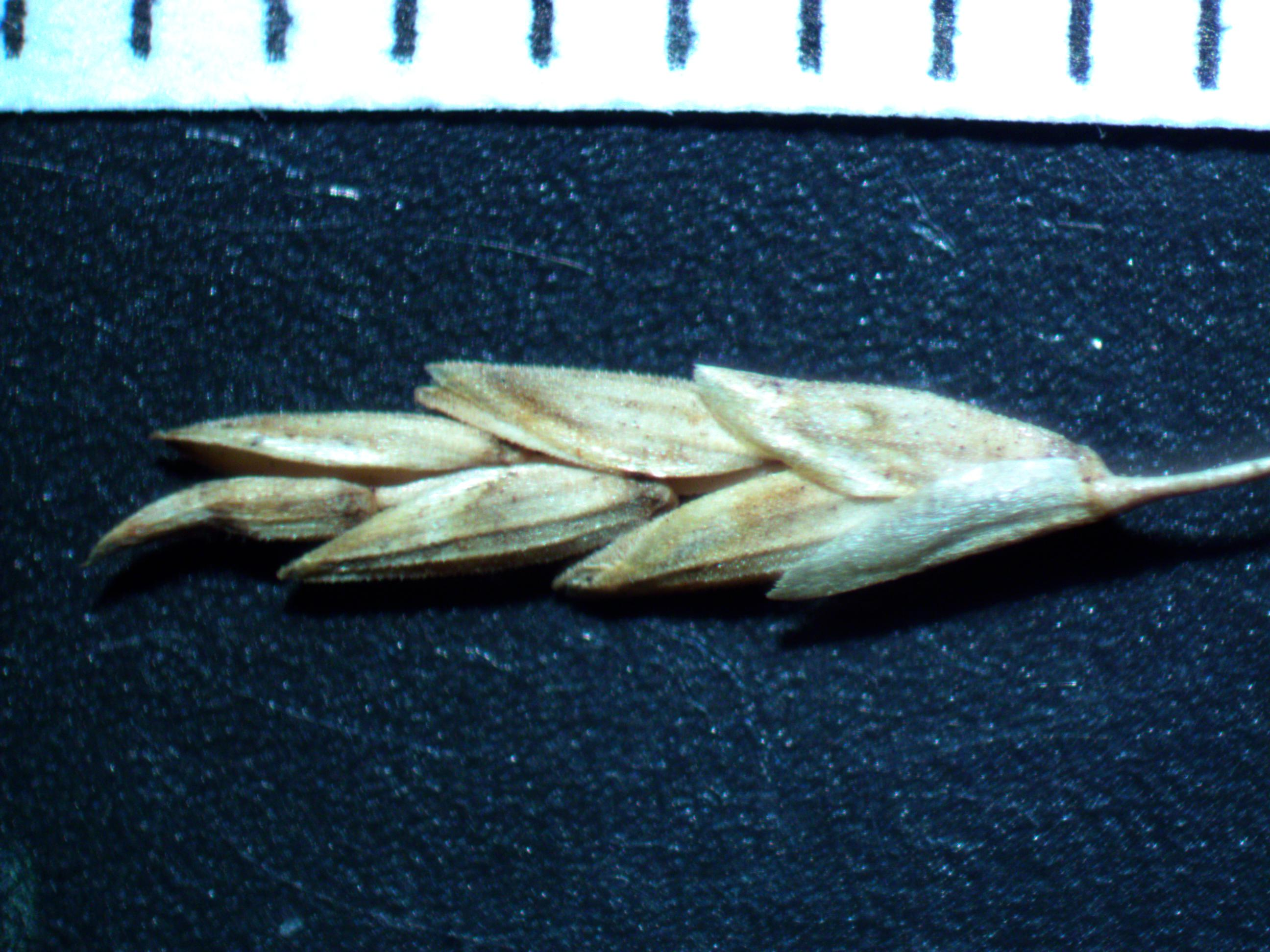
Spighetta
Glyceria maxima

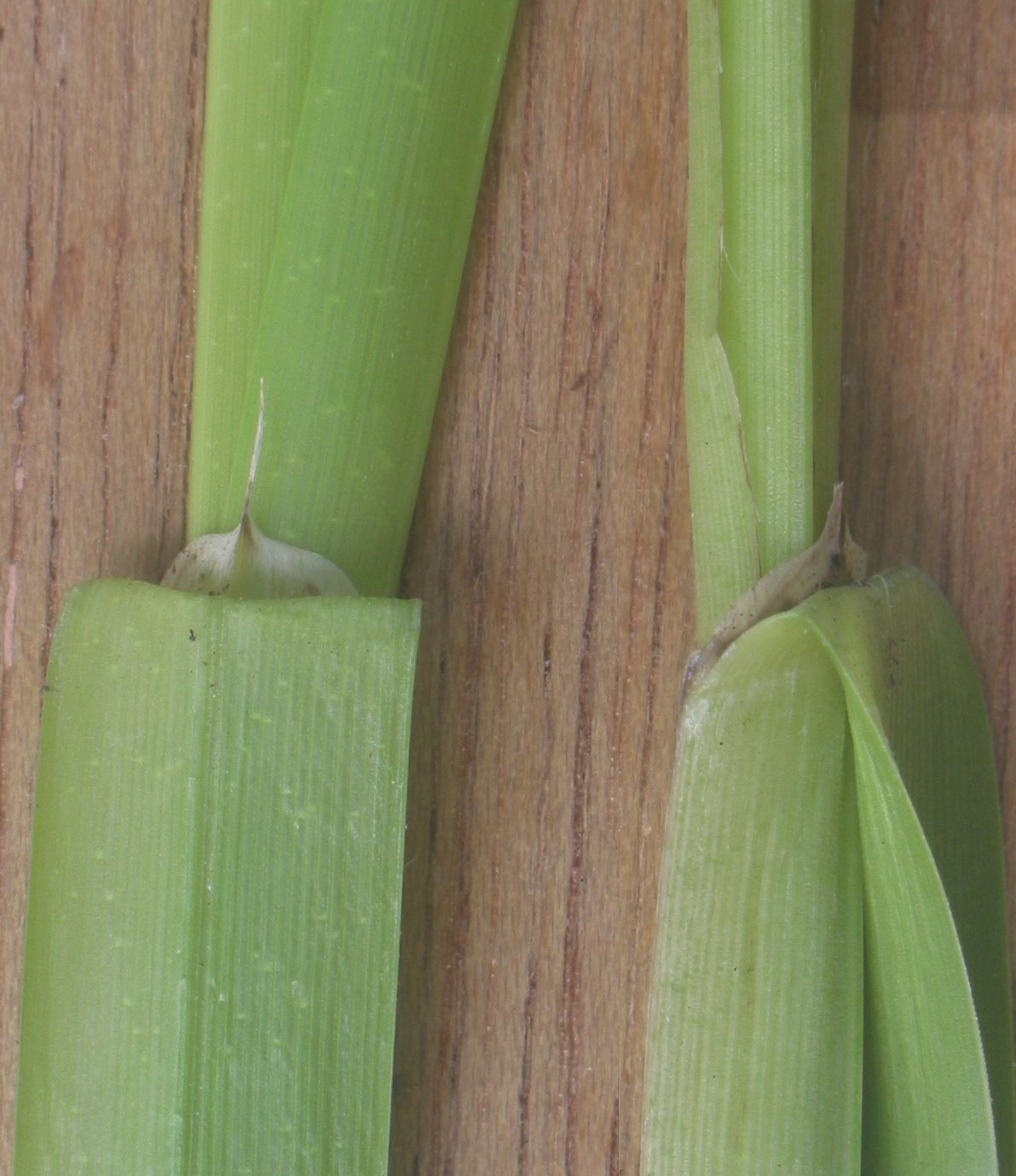
Ligule e guaine del culmo
Glyceria maxima

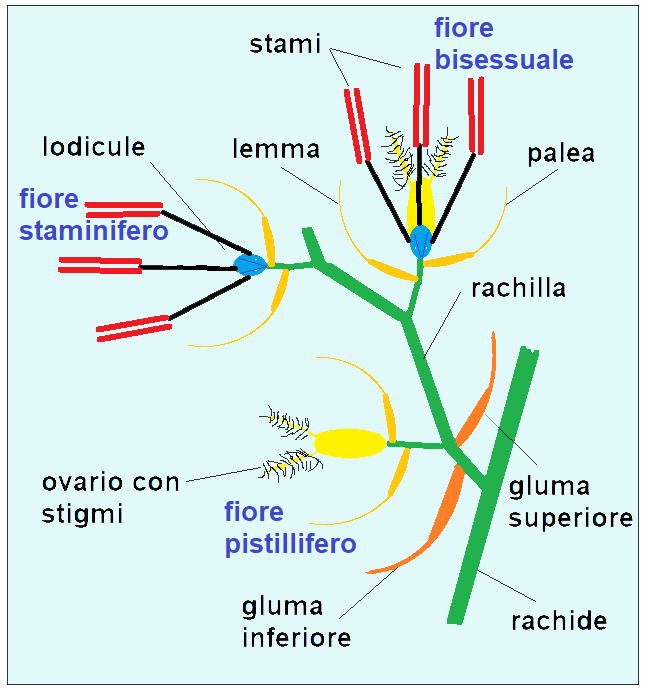
Spighetta generica con tre fiori diversi

Queste piante arrivano ad una altezza massima di 1 - 3 metri. La forma biologica prevalente è idrofita radicante (I rad), sono piante acquatiche perenni le cui gemme si trovano sommerse o natanti e con un apparato radicale che le ancora al fondale. In queste piante è presente anche la forma biologica geofita rizomatosa (G rhiz), ossia piante perenni erbacee che portano le gemme in posizione sotterranea; durante la stagione avversa non presentano organi aerei e le gemme si trovano in organi sotterranei come bulbi, tuberi e rizomi, fusti sotterranei dai quali, ogni anno, si dipartono radici e fusti aerei. In genere sono piante cespitose, raramente sono presenti anche specie annuali. In queste piante non sono presenti i micropeli.

### Radici
Le radici sono secondarie da rizomi anche stoloniferi. I rizomi sono allungati e in alcune specie sono immersi nell'acqua.

### Fusto
I culmi, eretti, ascendenti ginocchiati o prostrati, sono cavi a sezione più o meno rotonda. Alla base sono robusti e ingrossati. Sono fogliosi fin quasi all'apice. Possono essere radicanti ai nodi.

### Foglie
Le foglie lungo il culmo sono disposte in modo alterno, sono distiche e si originano dai vari nodi. Sono composte da una guaina, una ligula e una lamina. Le venature sono parallelinervie e trasversali (appena visibili). Non sono presenti i pseudopiccioli e, nell'epidermide delle foglia, le papille. Le foglie inferiori in genere sono compresse.
- Guaina: la guaina è abbracciante il fusto; è tubolare per gran parte della lunghezza (interamente è chiusa) ed è priva di auricole; inoltre è carenata con setti trasversali; la superficie è liscia o scabra verso la lamina.
- Ligula: la ligula è membranosa (raramente cigliata); è tronca ed è lunga alcuni millimetri.
- Lamina: la forma è piana e lineare con apice acuto e margini scabrosi; la superficie è glabra (liscia sulla faccia superiore, scabra su quella inferiore) e colorata di verde chiaro. Dimensioni della lamina: larghezza: 10 mm; lunghezza 25 – 50 cm.

### Infiorescenza
Infiorescenza principale (sinfiorescenza o semplicemente spiga): le infiorescenze, ramificate, ascellari e terminali, formate da diverse spighette, hanno la forma di una pannocchia ampia e lassa dalla forma lanceolata o oblunga o ovata o raramente contratta. La fillotassi dell'inflorescenza inizialmente è a due livelli, anche se le successive ramificazioni la fa apparire a spirale. I rami sono eretto-patenti. Il peduncolo è liscio o scabroso. Lunghezza della pannocchia: 2 - 4 dm.

### Spighette
Infiorescenza secondaria (o spighetta): le spighette, pedicellate, compresse lateralmente con forme da lanceolate a oblunghe, sottese da due brattee distiche e strettamente sovrapposte chiamate glume (inferiore e superiore), sono formate da 2 a 20 fiori. Possono essere presenti dei fiori sterili; in questo caso sono in posizione distale rispetto a quelli fertili. Alla base di ogni fiore sono presenti due brattee: la palea (un profillo) e il lemma. La disarticolazione avviene con la rottura a maturità della rachilla tra i fiori o sopra i glumi. Dimensione delle spighette: larghezza 2 mm; lunghezza 40 mm.
- Glume: le glume, persistenti, sono lunghe pochi millimetri (in genere più corte del lemma) e sono troncate; hanno una sola venatura; le forme sono da oblunghe a ovate.
- Palea: la superficie della palea si presenta con due venature ed è cigliata; la fascia mediana della palea è ialina e sporge, oppure no, oltre le costole laterali (l'apice ha una forma bifida).
- Lemma: la superficie del lemma ha 7 - 11 nervature longitudinali prominenti non convergenti all'apice; la forma, convessa, varia da ovata a lanceolata con apice troncato e scarioso ma non aristato; a volte è pubescente; il lemma è lungo come le glume.

### Fiore
I fiori fertili sono attinomorfi formati da 3 verticilli: perianzio ridotto, androceo  e gineceo.
- Formula fiorale:[6]

- , P 2, A (1-)3(-6), G (2–3) supero, cariosside.

- Il perianzio è ridotto e formato da due lodicule, delle squame traslucide, poco visibili (forse relitto di un verticillo di 3 sepali). Le lodicule sono carnose e non vascolarizzate.
- L'androceo è composto da 2 o 3 stami ognuno con un breve filamento libero, una antera sagittata e due teche. Le antere sono basifisse con deiscenza laterale. Il polline è monoporato. Lunghezza delle antere: da 1 a 2 mm.
- Il gineceo è composto da 3-(2) carpelli connati formanti un ovario supero. L'ovario, glabro, ha un solo loculo con un solo ovulo subapicale (o quasi basale). L'ovulo è anfitropo e semianatropo e tenuinucellato o crassinucellato. Lo stilo, allungato o corto e persistente o caduco, è unico con due stigmi papillosi e distinti.

### Frutti
I frutti sono del tipo cariosside, ossia sono dei piccoli chicchi indeiscenti, con forme ellissoidali e superficie liscia oppure solcata, nei quali il pericarpo è formato da una sottile parete che circonda il singolo seme. In particolare il pericarpo è fuso al seme ed è aderente. L'endocarpo non è indurito e l'ilo è lungo e lineare. L'embrione è piccolo e provvisto di epiblasto ha un solo cotiledone altamente modificato (scutello senza fessura) in posizione laterale. I margini embrionali della foglia non si sovrappongono. Lunghezza del frutto: 1 – 2 mm.

## Biologia
Come gran parte delle Poaceae, le specie di questo genere si riproducono per impollinazione anemogama. Gli stigmi più o meno piumosi sono una caratteristica importante per catturare meglio il polline aereo. 
La dispersione dei semi avviene inizialmente a opera del vento (dispersione anemocora) e una volta giunti a terra grazie all'azione di insetti come le formiche (mirmecoria).

## Distribuzione e habitat
Le specie di questo genere si trovano negli ambienti umidi delle regioni temperate di tutto il mondo.

### Specie della zona alpina
Delle 7 specie spontanee della flora italiana 6 vivono sull'arco alpino. La tabella seguente mette in evidenza alcuni dati relativi all'habitat, al substrato e alla distribuzione delle specie alpine.
| Specie | Comunità vegetali | Piani vegetazionali | Substrato  | pH     | Livello trofico | H2O     | Ambiente | Zona alpina                           |
| --- | ----------------- | ------------------- | ---------- | ------ | --------------- | ------- | -------- | ------------------------------------- |
| G. declinata | 11                | montano collinare   | Ca/Si - Si | acido  | basso           | bagnato | A4 B5    | TN BZ                                 |
| G. fluitans | 6                 | montano collinare   | Ca - Si    | neutro | medio           | bagnato | A3 D1 D2 | tutto l'arco alpino                   |
| G. maxima | 6                 | collinare           | Ca         | basico | alto            | bagnato | A3       | tutto l'arco alpino con discontinuità |
| G. notata | 6                 | montano collinare   | Ca - Si    | basico | alto            | bagnato | A3 B5 D2 | tutto l'arco alpino                   |
| G. x pedicellata | 6                 | montano collinare   | Ca - Si    | basico | alto            | bagnato | A3 D1 D2 | TN                                    |
| G. striata | 11                | collinare           | Ca - Si    | neutro | alto            | bagnato | A3 F3    | TN BL                                 |
| Legenda e note alla tabella. Substrato: con “Ca/Si” si intendono rocce di carattere intermedio (calcari silicei e simili). Zona alpina: vengono prese in considerazione solo le zone alpine del territorio italiano (sono indicate le sigle delle province). Comunità vegetali: 6 = comunità delle megaforbie acquatiche; 11 = comunità delle macro- e megaforbie terrestri. Ambienti: A3 = ambienti acquatici come rive, stagni, fossi e paludi; A4 = ambienti umidi, temporaneamente inondati o a umidità variabile; B5 = rive, vicinanze corsi d'acqua; D1 = sorgenti e cadute d'acqua; D2 = bordi dei ruscelli; F3 = prati e pascoli mesofili e igrofili. |                   |                     |            |        |                 |         |          |                                       |

## Tassonomia
La famiglia delle Poacee comprende circa 800 generi e oltre 9.000 specie. È una delle famiglie più numerose e più importanti del gruppo delle monocotiledoni. La famiglia è suddivisa in 12 sottofamiglie, il genere Glyceria fa parte della sottofamiglia Pooideae, tribù Meliceae.
Tradizionalmente le specie di questo genere sono divise in due gruppi: Euglyceria e Atropis. I due gruppi sono individuati dai caratteri dello stilo, del cariosside e le venature delle glume. Le specie italiane appartengono tutte al primo gruppo.

### Specie
Il genere comprende le seguenti specie:
- Glyceria acutiflora Torr., 1823
- Glyceria alnasteretum Kom., 1914
- Glyceria × amurensis Prob., 1981
- Glyceria arkansana Fernald, 1929
- Glyceria arundinacea Kunth, 1829
- Glyceria australis C.E.Hubb., 1934
- Glyceria borealis (Nash) Batch., 1900
- Glyceria canadensis (Michx.) Trin., 1830
- Glyceria caspia Trin., 1836
- Glyceria chinensis Keng ex Z.L.Wu, 1992
- Glyceria colombiana Gir.-Cañas, 2002
- Glyceria declinata Bréb., 1859
- Glyceria depauperata Ohwi, 1931
- Glyceria × digenea Domin, 1943
- Glyceria drummondii (Steud.) C.E.Hubb., 1934
- Glyceria elata (Nash) M.E.Jones, 1910
- Glyceria fluitans (L.) R.Br., 1810
- Glyceria × gatineauensis Bowden, 1960
- Glyceria grandis S.Watson, 1890
- Glyceria hyrcana Assadi
- Glyceria insularis C.E.Hubb., 1981
- Glyceria ischyroneura Steud., 1854
- Glyceria latispicea (F.Muell.) F.Muell., 1873
- Glyceria leptolepis Ohwi, 1931
- Glyceria leptorhiza (Maxim.) Kom., 1901
- Glyceria leptostachya Buckley, 1863
- Glyceria lithuanica (Gorski) Gorski, 1849
- Glyceria maxima (Hartm.) Holmb., 1919
- Glyceria melicaria (Michx.) F.T.Hubb., 1912
- Glyceria multiflora Steud., 1854
- Glyceria nemoralis (R.Uechtr.) R.Uechtr. & Koern., 1866
- Glyceria notata Chevall., 1827
- Glyceria nubigena W.A.Anderson, 1933
- Glyceria obtusa (Muhl.) Trin., 1831
- Glyceria occidentalis (Piper) J.C.Nelson, 1919
- Glyceria × ottawensis Bowden
- Glyceria × pedicellata F.Towns., 1850
- Glyceria probatovae Tzvelev
- Glyceria pulchella (Nash) K.Schum., 1903
- Glyceria saltensis Sulekic & Rúgolo, 1998
- Glyceria septentrionalis Hitchc., 1906
- Glyceria spicata Guss., 1844
- Glyceria spiculosa (J.A.Schmidt) Roshev. ex B.Fedtsch., 1929
- Glyceria striata (Lam.) Hitchc., 1928
- Glyceria × tokitana Masamura
- Glyceria tonglensis C.B.Clarke, 1876
- Glyceria voroschilovii Tzvelev

### Chiavi per le specie italiane

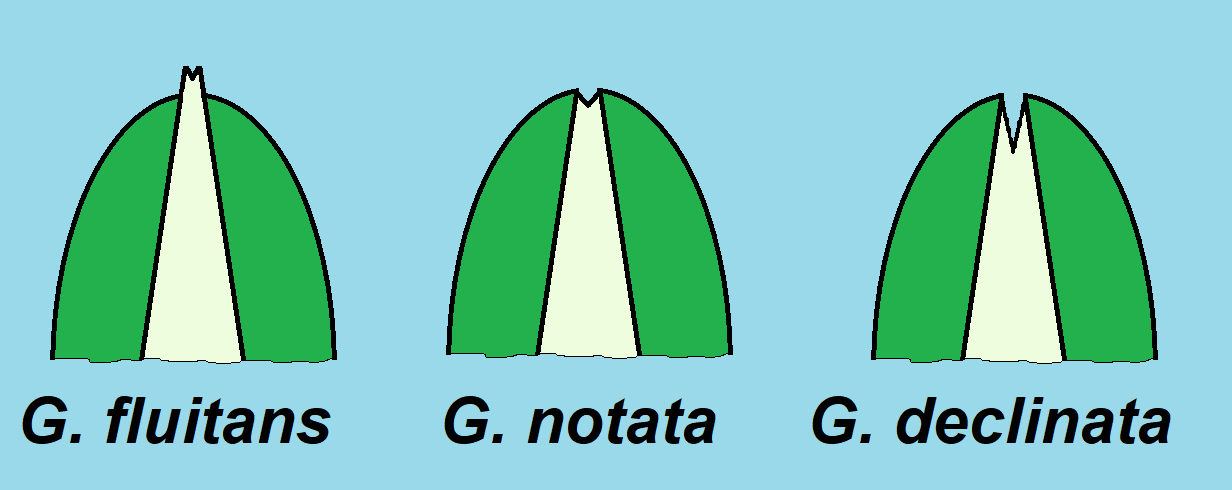
Caratteristica della palea

Per meglio comprendere ed individuare le varie specie del genere (solamente per le specie spontanee della flora italiana) l’elenco seguente utilizza in parte il sistema delle chiavi analitiche (vengono cioè indicate solamente quelle caratteristiche utili a distingue una specie dall'altra).
- Gruppo 1A: l'infiorescenza ha la forma di una ampia pannocchia; le spighette hanno 5 - 7 fiori e sono lunghe 7 - 8 mm;

- Glyceria maxima (Hartm.) Holmb. - Gramignone maggiore: l'altezza è di 1 - 3 m; il ciclo biologico è perenne; la forma biologica è idrofita radicante (I rad) o anche geofita rizomatosa (G rhiz); il tipo corologico è Circumboreale; gli habitat tipici sono i fossati, le paludi e le sponde dei fiumi; è una specie comune con una distribuzione prevalente al Nord e al Centro fino ad una altitudine di 800 m s.l.m..

- Gruppo 1B: l'infiorescenza ha la forma di una pannocchia stretta e lineare; le spighette hanno 7 - 15 fiori e sono lunghe 15 - 25 mm;

- Gruppo 2A: il lemma è lungo 6 - 7 mm; la fascia mediana della palea è ialina e sporge oltre le costole laterali (l'apice ha una forma bifida);

- Glyceria fluitans (L.) R. Br. - Gramignone natante: i rami inferiori della pannocchia sono 2 - 3; l'altezza è di 5 - 15 dm; il ciclo biologico è perenne; la forma biologica è idrofita radicante (I rad) o anche geofita rizomatosa (G rhiz); il tipo corologico è Subcosmopolita; gli habitat tipici sono i fossati e le paludi; è una specie rara distribuita su tutto il territorio fino ad una altitudine di 1.800 m s.l.m..
- Glyceria spicata Guss.: i rami inferiori della pannocchia, più lineare, sono solitari o appaiati; l'altezza è di 5 - 15 dm; il ciclo biologico è perenne; la forma biologica è geofita rizomatosa (G rhiz); è una specie distribuita soprattutto al Centro e al Sud.

- Gruppo 2B: il lemma è lungo 3,5 - 5 mm;

- Glyceria notata Chevall. - Gramignone minore: la fascia mediana della palea è ialina ed è lunga come le costole laterali (l'insenatura apicale è di 0,1 - 0,2 mm); l'altezza è di 4 - 9 dm; il ciclo biologico è perenne; la forma biologica è idrofita radicante (I rad) o anche geofita rizomatosa (G rhiz); il tipo corologico è Subcosmopolita; gli habitat tipici sono i fossati, le paludi e le sponde; è una specie comune distribuita su tutto il territorio fino ad una altitudine di 1.800 m s.l.m..
- Glyceria declinata Bréb. - Gramignone atlantico: la fascia mediana della palea è ialina ed è più breve delle costole laterali (l'insenatura apicale è di 0,5 mm); l'altezza è di 1 - 6 dm; il ciclo biologico è perenne; la forma biologica è geofita rizomatosa (G rhiz); il tipo corologico è Subatlantico; gli habitat tipici sono i suoli umidi, gli alvei e le rive dei fiumi; è una specie rara e si trova solamente nel Nord-Est fino ad una altitudine compresa tra 500 - 1.500 m s.l.m..

All'elenco vanno aggiunte le seguenti due specie:
- Glyceria striata (Lam.) Hitchc.: è una specie esotica naturalizzata presente nel Veneto e nel Trentino Alto Adige.
- Glyceria x pedicellata F.Towns. - Gliceria peduncolata: è un ibrido naturale tra G. fluitans e G. notata e si trova nella Provincia di Trento.

### Specie europee
In Europa e nell'areale del Mediterraneo sono presenti le seguenti specie:
- Glyceria acutiuscula H. Scholz - Distribuzione: Transcaucasia
- Glyceria arundinacea Kunth - Distribuzione: Europa orientale-meridionale, Transcaucasia e Anatolia
- Glyceria caspia Trin. - Distribuzione: Transcaucasia
- Glyceria declinata Bréb. - Distribuzione: Europa (esclusa la Penisola Balcanica) e Maghreb
- Glyceria fluitans (L.) R. Br. - Distribuzione: Europa completa, Transcaucasia, Anatolia, Siria e Maghreb
- Glyceria grandis S. Watson - Distribuzione: Europa del nord (esotica naturalizzata)
- Glyceria holubii Tzvelev - Distribuzione: Anatolia
- Glyceria lazistanica Holub ex Tzvelev - Distribuzione: Anatolia
- Glyceria lithuanica (Gorski) Gorski - Distribuzione: Europa nord-orientale, Transcaucasia e Anatolia
- Glyceria maxima (Hartm.) Holmb. - Distribuzione: Europa (esclusa la Penisola Iberica) e Anatolia
- Glyceria nemoralis (R. Uechtr.) R. Uechtr. & Körn. - Distribuzione: Europa orientale-meridionale e centrale, Transcaucasia e Anatolia
- Glyceria notata Chevall. - Distribuzione: Europa con discontinuità, Transcaucasia, Anatolia, Asia mediterranea e Maghreb
- Glyceria pedicellata F. Towns.
- Glyceria spicata Guss. - Distribuzione: Penisola Iberica, Italia, Penisola Balcanica e Maghreb
- Glyceria striata (Lam.) Hitchc. - Distribuzione: Europa (esotica naturalizzata)

### Filogenesi
Il genere Glyceria fa parte della supertribù Melicodae Soreng, 2017 (tribù Meliceae Link ex Endl., 1830). La supertribù Melicodae, dal punto di vista filogenetico, è la seconda supertribù, dopo la supertribù Nardodae Soreng, 2017, ad essersi evoluta nell'ambito della sottofamiglia Pooideae.
Per il genere di questa voce sono descritte le seguenti sinapomorfie: (1) le venature dei lemmi sono prominenti e non convergono all'apice; (2) gli stami sono due o tre.
Il numero cromosomico delle specie di questo genere è: 2n = 20, 40 e 60.
Il seguente cladogramma è stato tratto da uno studio sulla distribuzione delle specie del genere Glyceria nel Nord America (sono evidenziate in grassetto le specie presenti anche nella flora italiana).
|  | G. acutiflora, G. borealis, G. septentrionalis |
|  |                                                |
|  | G. australis                                   |
|  |                                                |

|  | \| \| G. declinata \| \| \| \| \| \| G. fluitans, G. occidentalis \| \| \| \| |
|  |                                                                               |
|  | G. notata                                                                     |
|  |                                                                               |
|  | G. declinata                                                                  |
|  |                                                                               |
|  | G. fluitans, G. occidentalis                                                  |
|  |                                                                               |

|  | G. declinata                 |
|  |                              |
|  | G. fluitans, G. occidentalis |
|  |                              |

|  | G. acutiflora, G. borealis, G. septentrionalis |
|  |                                                |
|  | G. australis                                   |
|  |                                                |

|  | \| \| G. declinata \| \| \| \| \| \| G. fluitans, G. occidentalis \| \| \| \| |
|  |                                                                               |
|  | G. notata                                                                     |
|  |                                                                               |
|  | G. declinata                                                                  |
|  |                                                                               |
|  | G. fluitans, G. occidentalis                                                  |
|  |                                                                               |

|  | G. declinata                 |
|  |                              |
|  | G. fluitans, G. occidentalis |
|  |                              |

|  | G. acutiflora, G. borealis, G. septentrionalis |
|  |                                                |
|  | G. australis                                   |
|  |                                                |

|  | \| \| G. declinata \| \| \| \| \| \| G. fluitans, G. occidentalis \| \| \| \| |
|  |                                                                               |
|  | G. notata                                                                     |
|  |                                                                               |
|  | G. declinata                                                                  |
|  |                                                                               |
|  | G. fluitans, G. occidentalis                                                  |
|  |                                                                               |

|  | G. declinata                 |
|  |                              |
|  | G. fluitans, G. occidentalis |
|  |                              |

|  | G. acutiflora, G. borealis, G. septentrionalis |
|  |                                                |
|  | G. australis                                   |
|  |                                                |

|  | \| \| G. declinata \| \| \| \| \| \| G. fluitans, G. occidentalis \| \| \| \| |
|  |                                                                               |
|  | G. notata                                                                     |
|  |                                                                               |
|  | G. declinata                                                                  |
|  |                                                                               |
|  | G. fluitans, G. occidentalis                                                  |
|  |                                                                               |

|  | G. declinata                 |
|  |                              |
|  | G. fluitans, G. occidentalis |
|  |                              |

|  | \| \| G. canadensis \| \| \| \| \| \| G. elata \| \| \| \| \| \| G. striata \| \| \| \| |
|  |                                                                                         |
|  | G. melicaria                                                                            |
|  |                                                                                         |
|  | G. canadensis                                                                           |
|  |                                                                                         |
|  | G. elata                                                                                |
|  |                                                                                         |
|  | G. striata                                                                              |
|  |                                                                                         |

|  | G. canadensis |
|  |               |
|  | G. elata      |
|  |               |
|  | G. striata    |
|  |               |

|  | G. maxima  |
|  |            |
|  | G. grandis |
|  |            |

|  | G. acutiflora, G. borealis, G. septentrionalis |
|  |                                                |
|  | G. australis                                   |
|  |                                                |

|  | \| \| G. declinata \| \| \| \| \| \| G. fluitans, G. occidentalis \| \| \| \| |
|  |                                                                               |
|  | G. notata                                                                     |
|  |                                                                               |
|  | G. declinata                                                                  |
|  |                                                                               |
|  | G. fluitans, G. occidentalis                                                  |
|  |                                                                               |

|  | G. declinata                 |
|  |                              |
|  | G. fluitans, G. occidentalis |
|  |                              |

|  | G. acutiflora, G. borealis, G. septentrionalis |
|  |                                                |
|  | G. australis                                   |
|  |                                                |

|  | \| \| G. declinata \| \| \| \| \| \| G. fluitans, G. occidentalis \| \| \| \| |
|  |                                                                               |
|  | G. notata                                                                     |
|  |                                                                               |
|  | G. declinata                                                                  |
|  |                                                                               |
|  | G. fluitans, G. occidentalis                                                  |
|  |                                                                               |

|  | G. declinata                 |
|  |                              |
|  | G. fluitans, G. occidentalis |
|  |                              |

|  | G. acutiflora, G. borealis, G. septentrionalis |
|  |                                                |
|  | G. australis                                   |
|  |                                                |

|  | \| \| G. declinata \| \| \| \| \| \| G. fluitans, G. occidentalis \| \| \| \| |
|  |                                                                               |
|  | G. notata                                                                     |
|  |                                                                               |
|  | G. declinata                                                                  |
|  |                                                                               |
|  | G. fluitans, G. occidentalis                                                  |
|  |                                                                               |

|  | G. declinata                 |
|  |                              |
|  | G. fluitans, G. occidentalis |
|  |                              |

|  | G. acutiflora, G. borealis, G. septentrionalis |
|  |                                                |
|  | G. australis                                   |
|  |                                                |

|  | \| \| G. declinata \| \| \| \| \| \| G. fluitans, G. occidentalis \| \| \| \| |
|  |                                                                               |
|  | G. notata                                                                     |
|  |                                                                               |
|  | G. declinata                                                                  |
|  |                                                                               |
|  | G. fluitans, G. occidentalis                                                  |
|  |                                                                               |

|  | G. declinata                 |
|  |                              |
|  | G. fluitans, G. occidentalis |
|  |                              |

|  | \| \| G. canadensis \| \| \| \| \| \| G. elata \| \| \| \| \| \| G. striata \| \| \| \| |
|  |                                                                                         |
|  | G. melicaria                                                                            |
|  |                                                                                         |
|  | G. canadensis                                                                           |
|  |                                                                                         |
|  | G. elata                                                                                |
|  |                                                                                         |
|  | G. striata                                                                              |
|  |                                                                                         |

|  | G. canadensis |
|  |               |
|  | G. elata      |
|  |               |
|  | G. striata    |
|  |               |

|  | G. maxima  |
|  |            |
|  | G. grandis |
|  |            |

### Alcune specie

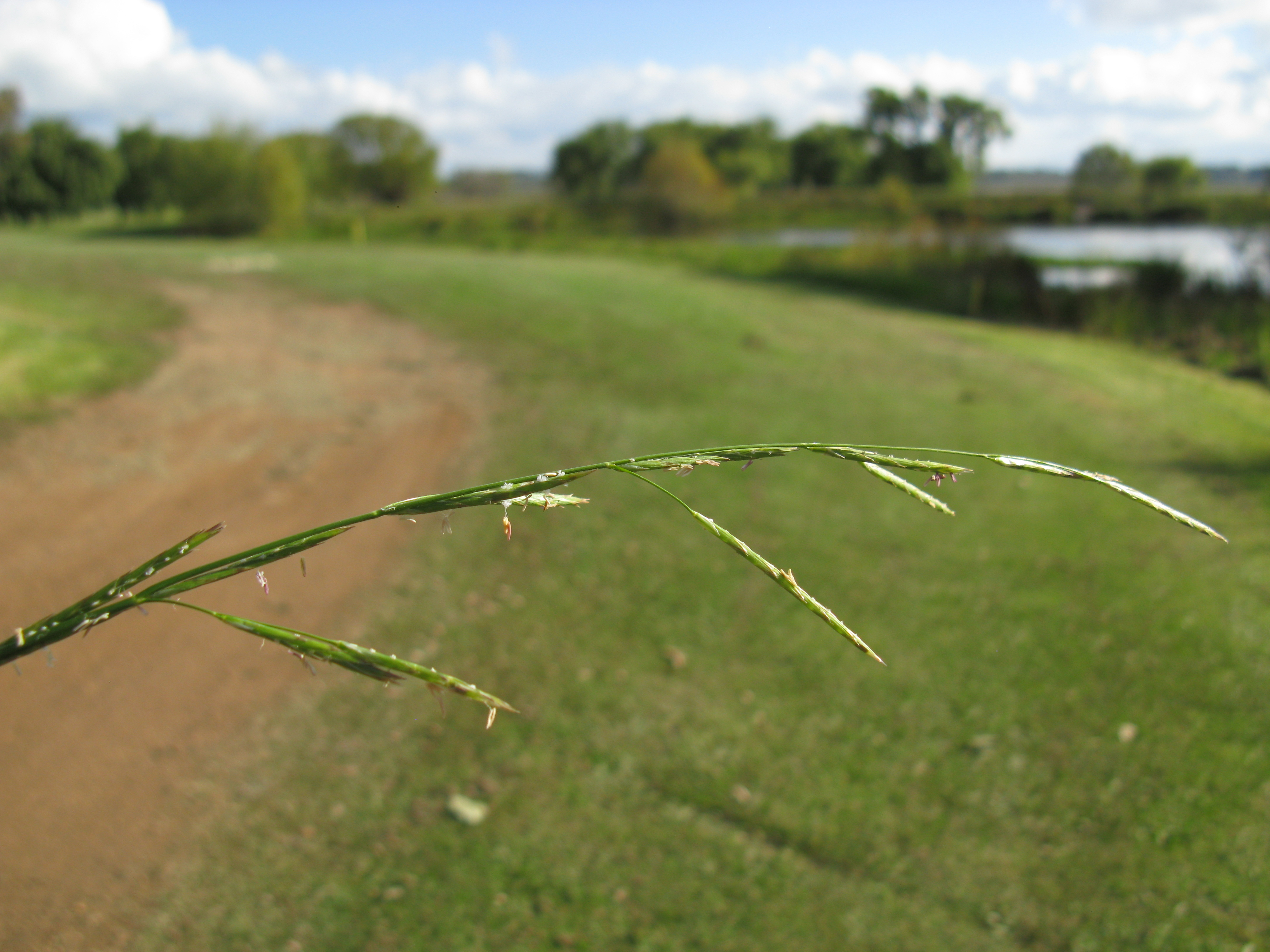
Glyceria australis
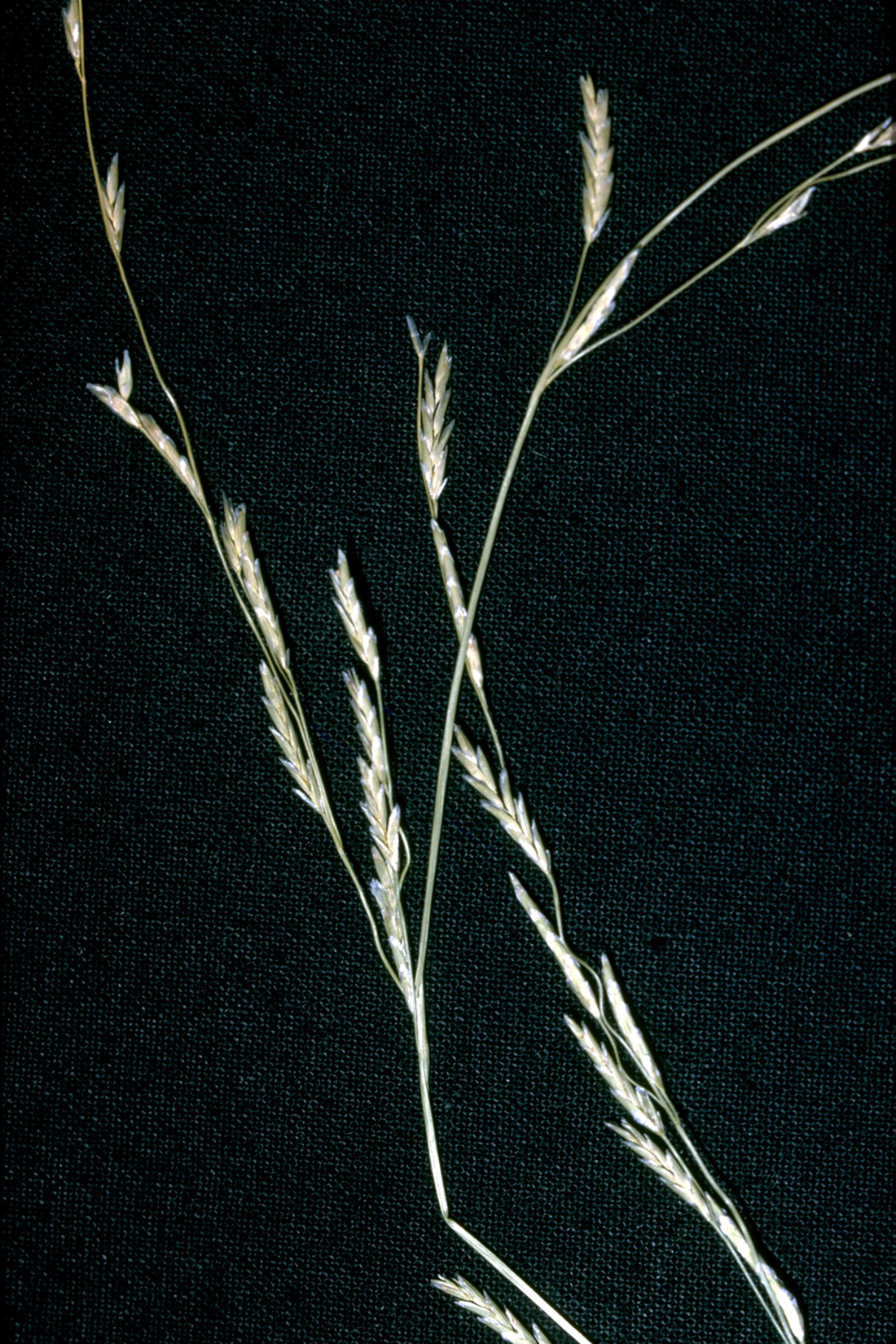
Glyceria borealis
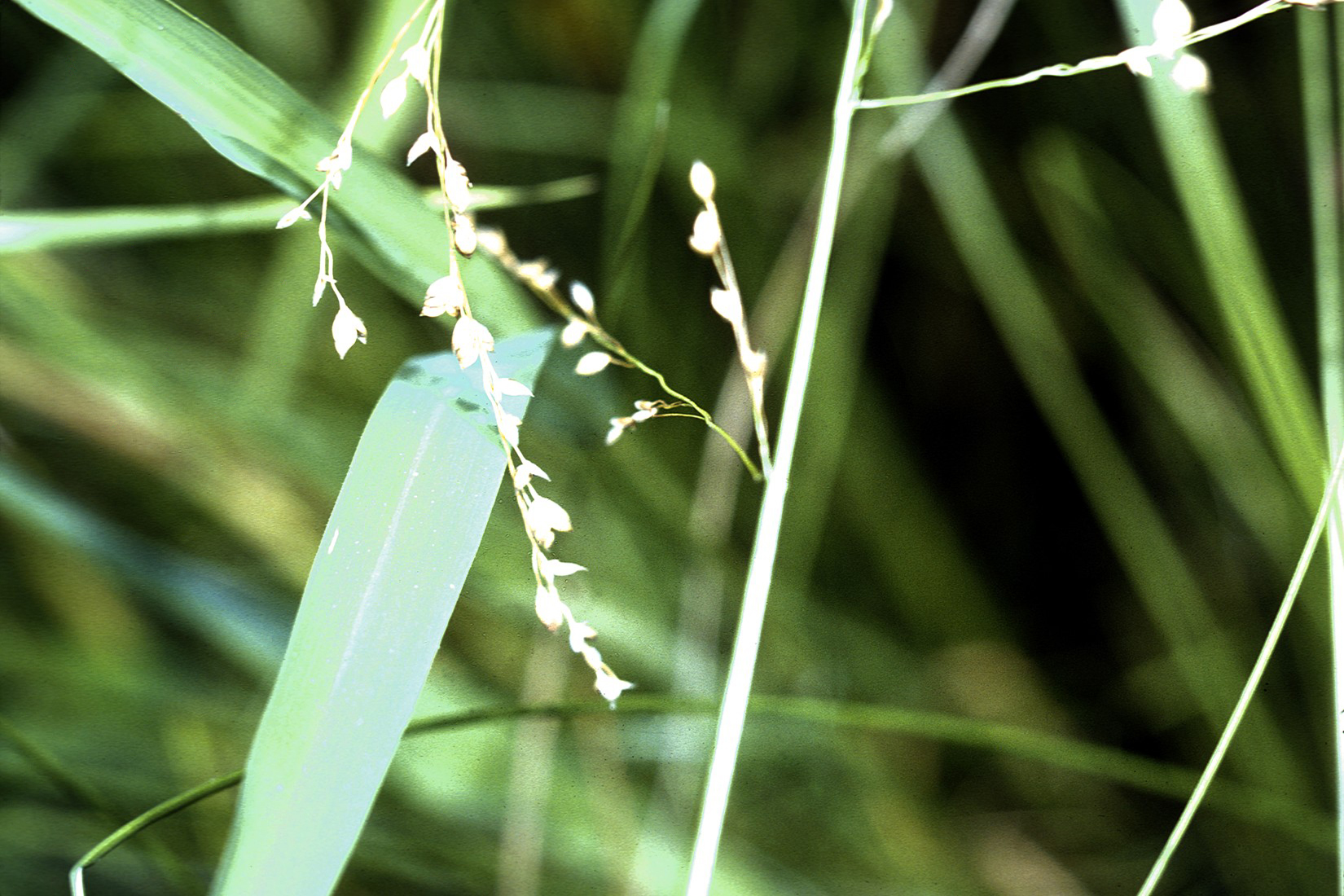
Glyceria canadensis
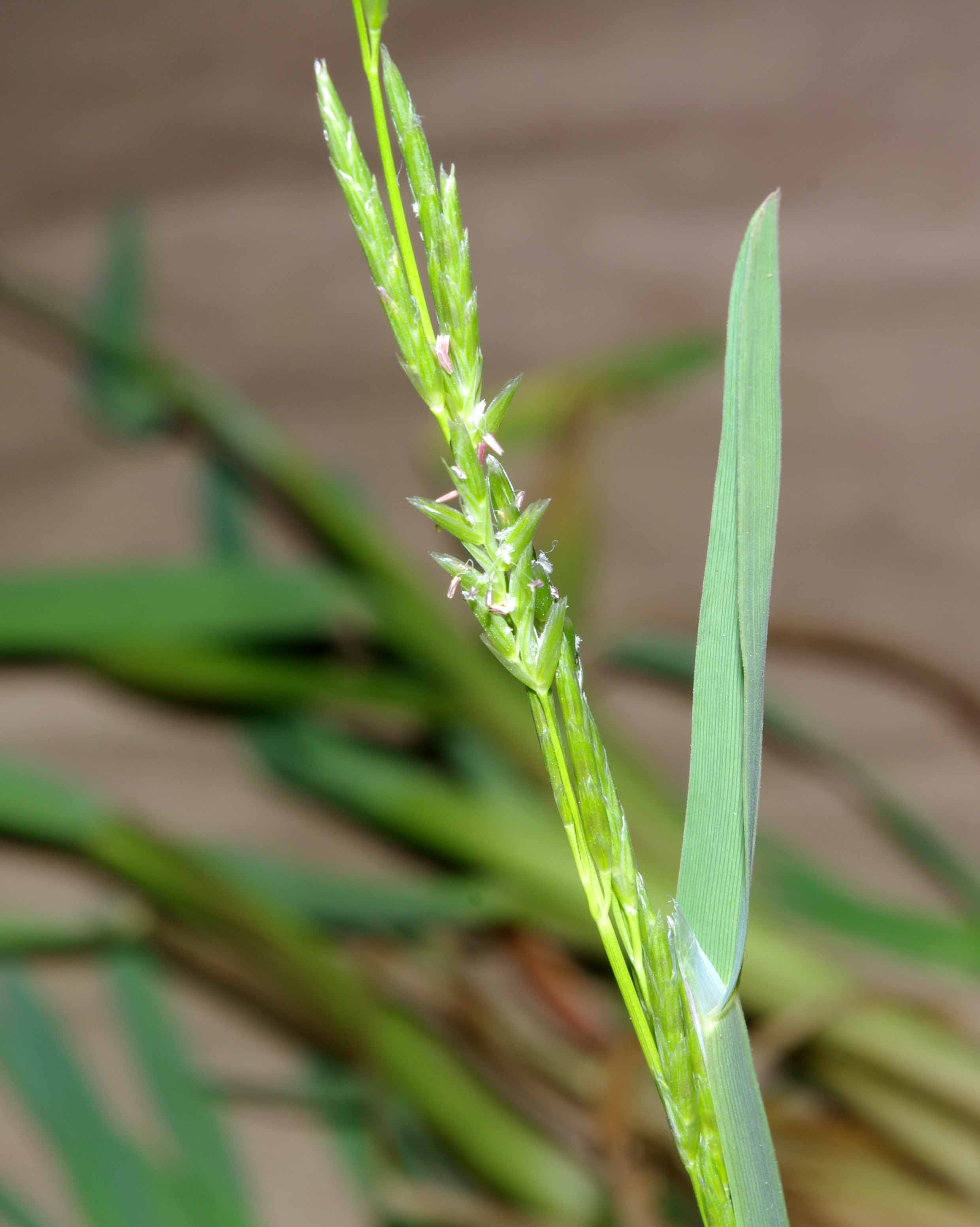
Glyceria declinata
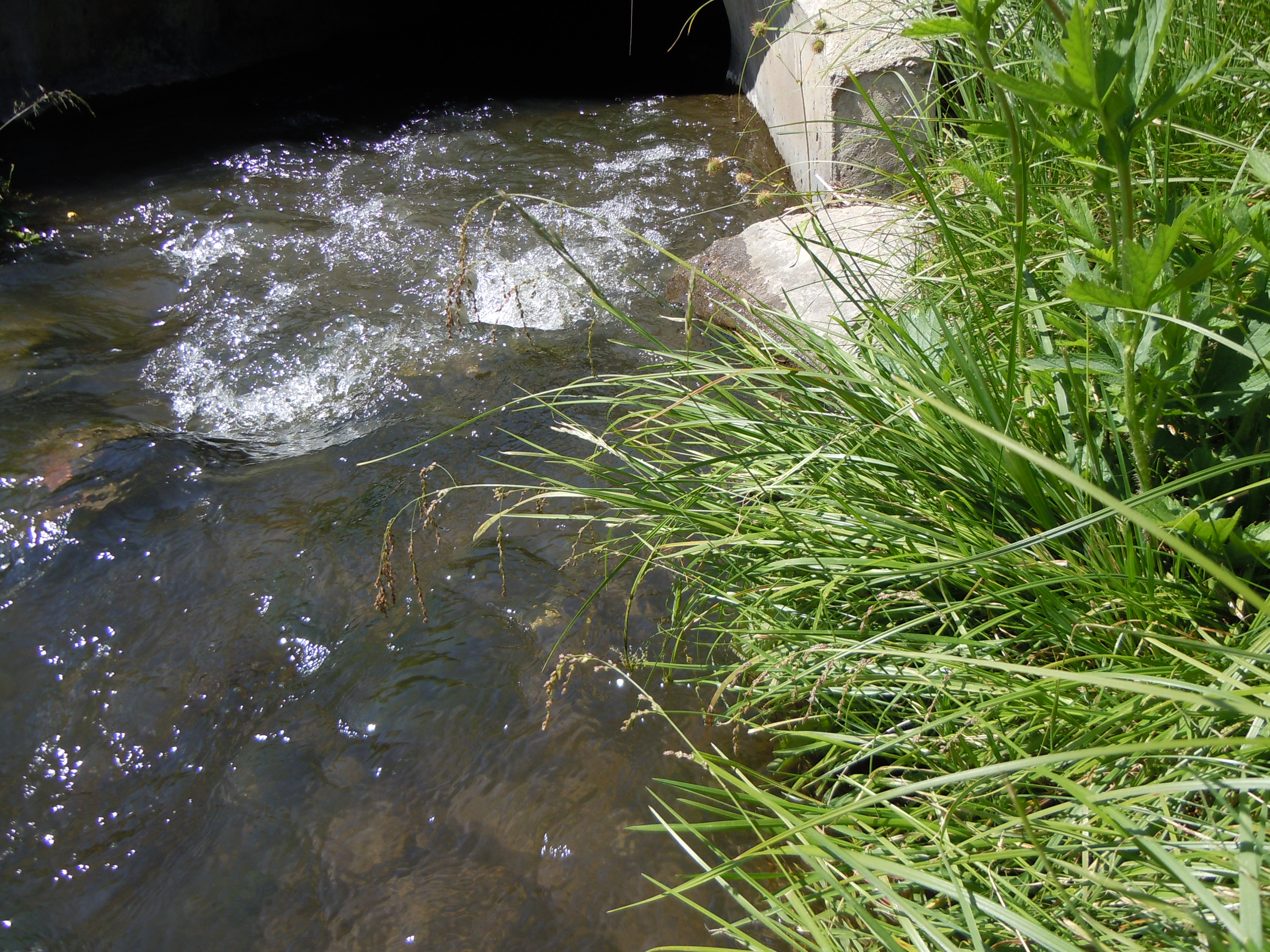
Glyceria elata
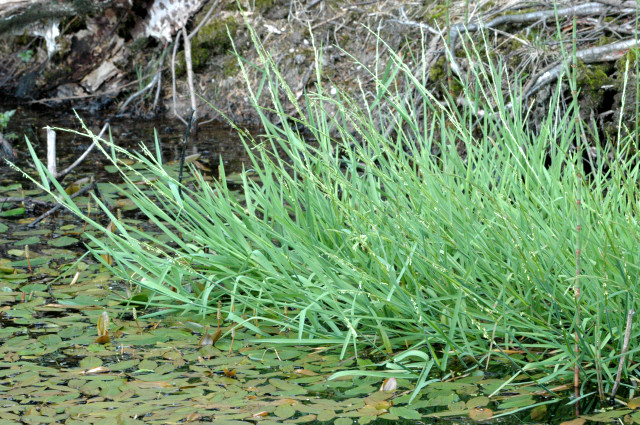
Glyceria fluitans
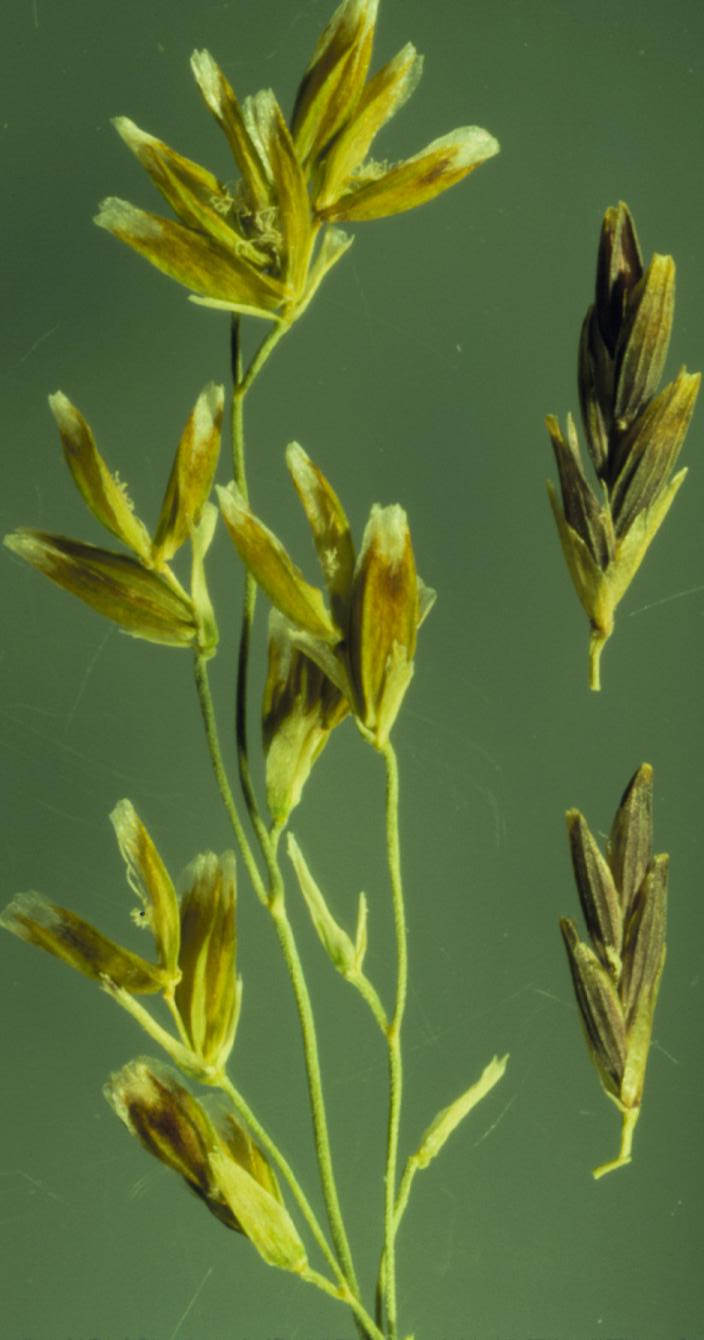
Glyceria grandis
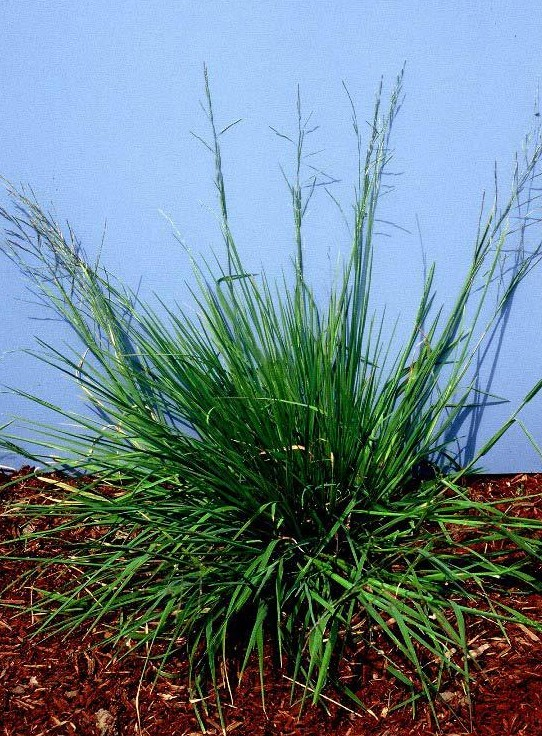
Glyceria leptostachya
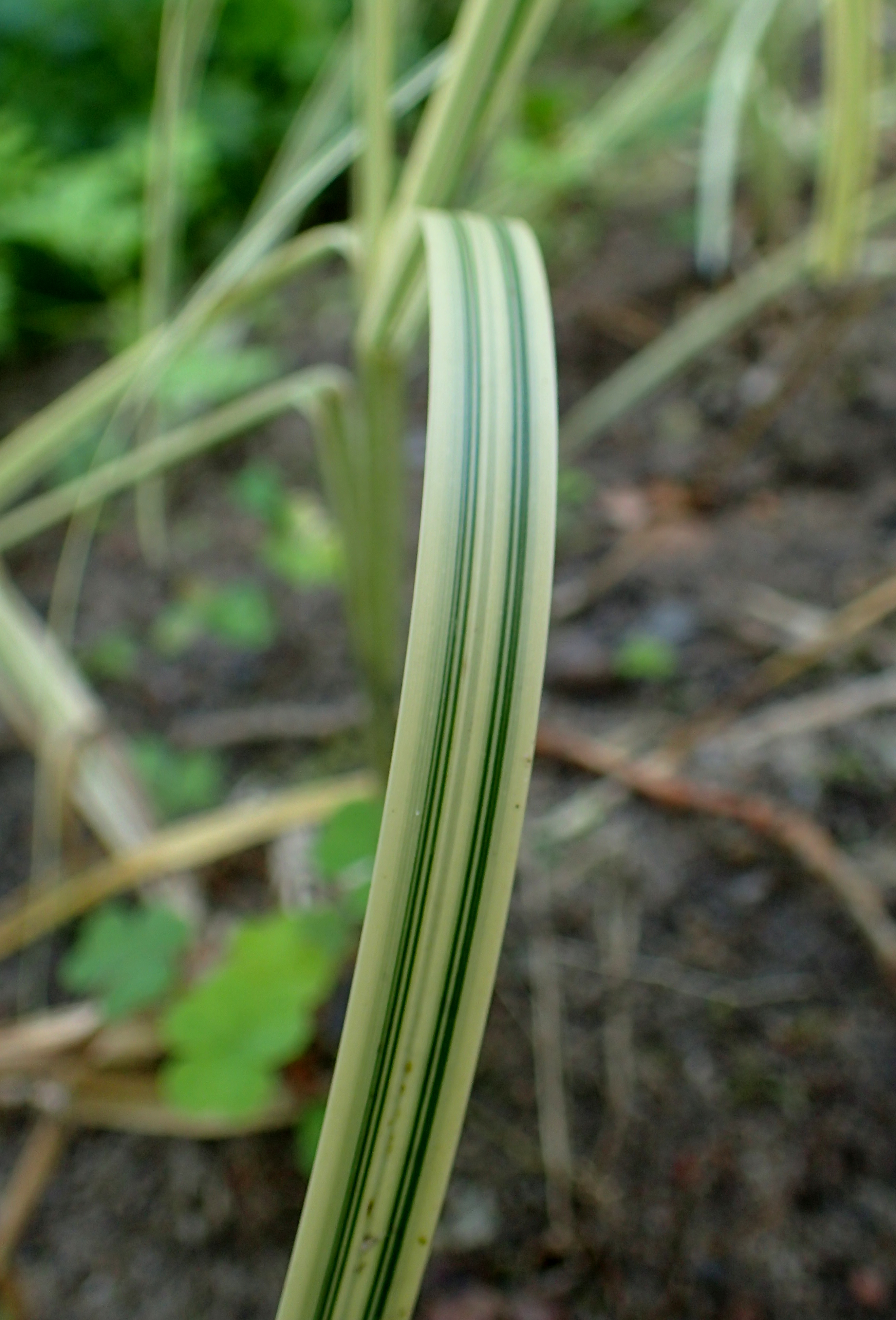
Glyceria maxima
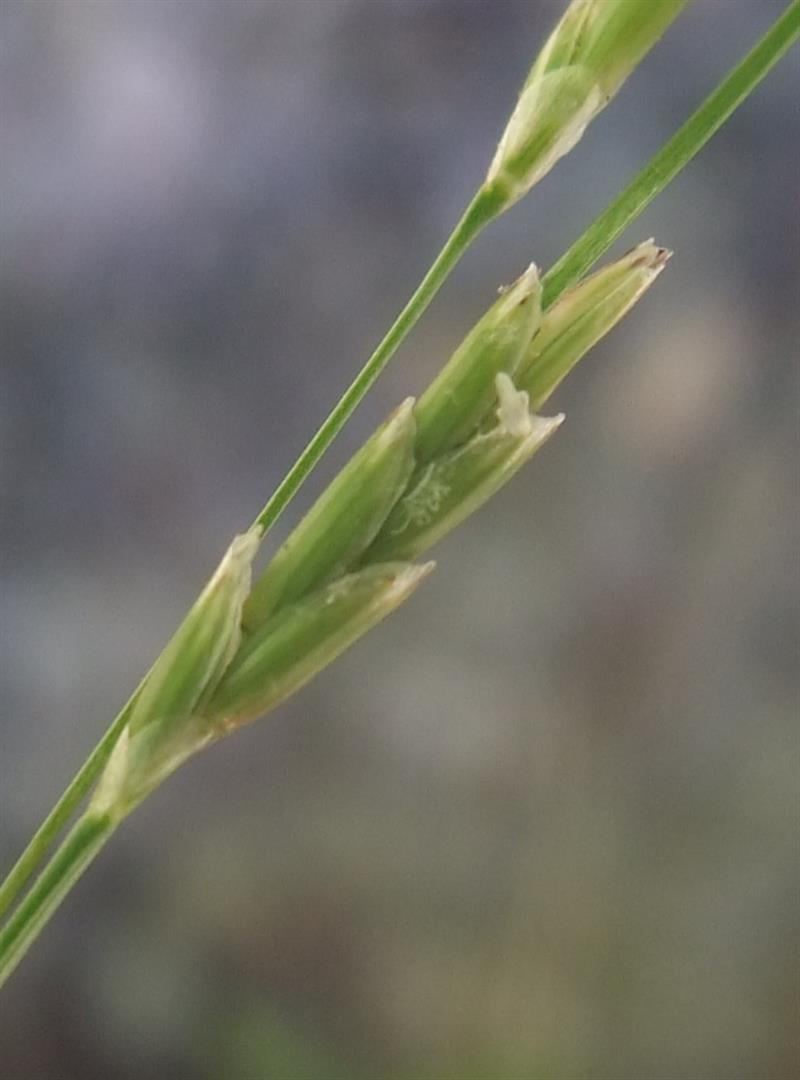
Glyceria notata
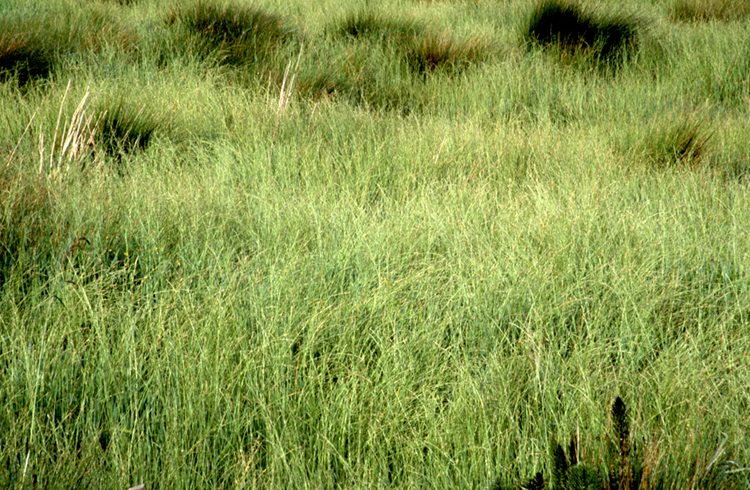
Glyceria occidentalis
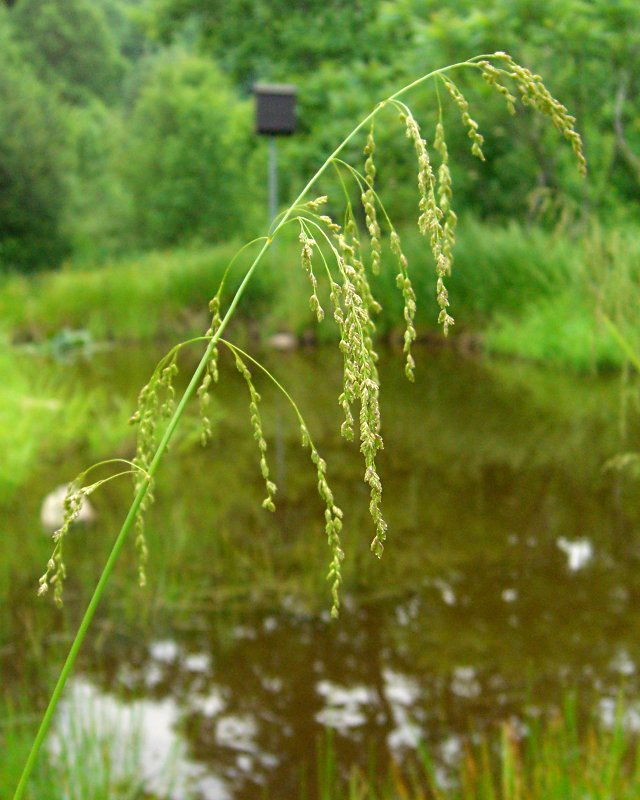
Glyceria striata